# Rosmolen van de Bekemolen
De Rosmolen van de Bekemolen is het restant van een rosmolen in het tot de Oost-Vlaamse deelgemeente Zomergem behorende gehucht Beke, gelegen aan de Lievestraat 25.
Deze rosmolen van het type binnenrosmolen fungeerde als korenmolen.

## Geschiedenis
Deze rosmolen stond bij de Bekemolen, een in 1956 gesloopte standerdmolen. In 1759 was er al een houten rosmolen, in de 19e eeuw werd een stenen rosmolen gebouwd. Het is een verkant bakstenen gebouwtje, waarvan echter het mechanisme is verdwenen.